# Distretto di Chiroqchi
Il distretto di Chiroqchi è uno dei 13 distretti della Regione di Kashkadarya, in Uzbekistan. Il capoluogo è Chiroqchi.